# Noemi Katznelson
Noemi Katznelson (født 9. april 1968) er en dansk professor i ungdoms- og uddannelsesforskning på Aalborg Universitet i København.

## Uddannelse
Noemi Katznelson er uddannet cand.mag. i pædagogik og historie fra Roskilde Universitet i 1996 og har en ph.d.-grad i uddannelsesforskning ved Forskerskolen i Livslang Læring, Roskilde Universitet, fra 2004.

## Karriere
Noemi Katznelson tiltrådte som professor i ungdoms- og uddannelsesforskning ved Institut for Læring og Filosofi ved Aalborg Universitet i 2017. I sin forskning tager Katznelson afsæt i et bredt sociologisk blik på ungdomslivet, som det udspiller sig i lyset af gældende samfundsmæssige betingelser og forandringsprocesser. Hun har en særlig interesse for tendenser i ungdomslivet og konkret for unge i uddannelsessystemet og i periferien af uddannelsessystemet.
Siden 2008 har Katznelson været centerleder for Center for Ungdomsforskning ved Institut for Læring og Filosofi ved Aalborg Universitet i København. Center for Ungdomsforskning er et forskningscenter, som "anlægger de unges perspektiver på det liv, de lever, og de livsvilkår, der præger ungdomslivet". Forskningen går på tværs af sektorer og institutionelle opdelinger af ungdomslivet.
Noemi Katznelson har publiceret et antal artikler og bøger om karrierelæring, motivation, ungdomsuddannelser, vejledning, læring, unge og uddannelse, herunder lanceret den såkaldte motivationsmodel for arbejdet med motivation i pædagogisk praksis samt en model for arbejdet med karrierelæring.
Noemi Katznelson varetager desuden en række tillidshverv, heriblandt:
- Bestyrelsesmedlem i VIA University College[6]
- Deltager i dommerpanel i dagbladet Politikens Undervisningspris[7]
- Medlem af advisory board i Akademiet for Talentfulde Unge (ATU)[8]
- Medlem af Socialstyrelsens advisory board for det udsatte ungeområde[4]
- Medlem af følgegruppen til projektet ’Risici og arbejdsmiljø blandt unge på de nye digitale arbejdsmarkeder – et kollaborativt udviklingsprojekt’ (RADAR)[9]

og har tidligere haft tillidsposter som:
- Medlem af Herlufsholms bestyrelse (2019-2022).[10] Hun forlod posten efter TV 2-dokumentaren 'Herlufsholms Hemmeligheder'.[11]
- Medlem af ekspertudvalg nedsat af statsministeren under Ministeriet for Børn, Undervisning og Ligestilling med henblik på at få flere unge til at gennemføre en ungdomsuddannelse (FGU uddannelsen)[4]
- Medlem af formandskabet i Rådet for Ungdomsuddannelser under Undervisningsministeren[12]
- Næstformand i det Nationale Dialogforum for uddannelses- og erhvervsvejledning under Undervisningsministeren[13]

Noemi Katznelson modtog i april 2013 Mads Rasmussens Mindepris for hendes store indsats ved, igennem forskning, at skabe fokus på og forståelse for erhvervsuddannelsernes værdi for samfundet.